# MeteoHeroes
MeteoHeroes és una sèrie de televisió infantil d'animació italiana coproduïda per Mondo TV, Mopi Srl i Icona Meteo i es va emetre en preestrena a Cartoonito amb els primers 4 episodis, el 22 d'abril de 2020.

## Trama
Una mena de meteorit cau a la Terra i es trenca en 6 fragments que aterren en 6 països diferents: sis nens, tots nascuts el 22 d'abril, Dia de la Terra, adquireixen superpoders d'aquests fragments. A partir d'aquest moment són convocats per viure i entrenar al Meteo Expert Center del Gran Sasso: si hi ha una emergència ecològica es transformen en MeteoHeroes, campions del medi ambient que frustren els malvats plans del Dr. Makina.